# Warehouse 13 (segunda temporada)
A Segunda Temporada da Série de televisão Warehouse 13 estreou no dia 6 de junho de 2010 e foi concluída no dia 7 de dezembro do mesmo ano com um total de 13 episódios 

## Sinopse
A Segunda Temporada inicia após os eventos do final da primeira temporada. Pete e Myka encontram Artie que sobreviveu a explosão graças ao artefato da fênix que foi posto em seu bolso por Macpherson, porém o artefato causa a morte do motorista da Mrs. Frederic, Macpherson reverte o processo de bronze de H.G. Wells liberando-a para ajuda-lo a penetrar na Camara Escher localizado dentro do depósito e após H.G. recuperar seus objetos pessoais, ela mata Macpherson. Após estes eventos Mrs. Frederic consegue remover o objeto com a ajuda da pérola da sabedoria que Macpherson usou em Leena para controlar sua mente na primeira temporada.
na metade da segunda temporada H.G. Wells retorna e começa a ajudar os agentes do depósito a colecionar os artefatos, porém Artie não consegue confiar nela enquanto isso Mrs. Frederic diz a Claudia que se for necessário uma nova guardião do depósito ela será a escolhida o que a assusta no inicio. Nos últimos episódios da temporada Pete Myka H.G e Benedict Valda (um regente) são encarregados de desativar o depósito 2 localizado no Egito, Valda acaba se sacrificando para o cumprimento da missão e H.G. Wells engana a todos e consegue recuperar o tridente Minoan e pretende usa-lo para criar uma nova era glacial porém é impedida por Myka que a convence que ainda há esperança neste mundo.
Nas cenas finais Myka entende que errou em confiar em H.G. e desiste de ser uma agente de depósito.

## Elenco
Elenco principal
- en:Eddie McClintock as Pete Lattimer (13 episódios)
- en:Joanne Kelly as Myka Bering (13 episódios)
- en:Saul Rubinek as Artie Nielsen (13 episódios)
- Genelle Williams as Leena (7 episódios)
- Allison Scagliotti Smith as Claudia Donovan (13 episódios)

## Ligações Externas
Página Oficial em português no Syfy.com 